# 일본의 문부대신
문부대신(일본어: 文部大臣) 및 전신인 문부경(일본어: 文部卿)은 문화와 교육 행정을 담당하는 일본의 행정기관인 문부성(1871년 9월 2일 ~ 2001년 1월 5일)의 장(長)을 말한다.

## 역대 대신

### 문부경
| 대수      | 이름                         | 임기                                | 비고          |
| --------- | ---------------------------- | ----------------------------------- | ------------- |
| 초대      | 오키 다카토 (大木喬任)       | 1871년 9월 12일 ~ 1873년 4월 19일   | 히젠 번       |
| 2대       | 기도 다카요시 (木戸孝允)     | 1874년 1월 25일 ~ 1874년 5월 13일   | 조슈 번       |
| 임시 대행 | 다나카 후지마로 (田中不二麿) | 1874년 5월 13일 ~ 1878년 5월 24일   | 문부대보 겸임 |
| 3대       | 사이고 주도 (西郷従道)       | 1878년 5월 24일 ~ 1878년 12월 24일  | 사쓰마 번     |
| 4대       | 데라시마 무네노리 (寺島宗則) | 1878년 9월 10일 ~ 1880년 2월 28일   | 사쓰마 번     |
| 5대       | 고노 도가마 (河野敏鎌)       | 1880년 2월 28일 ~ 1881년 4월 7일    | 도사 번       |
| 6대       | 후쿠오카 다카치카 (福岡孝弟) | 1881년 4월 7일 ~ 1883년 12월 12일   | 도사 번       |
| 7대       | 오키 다카토 (大木喬任)       | 1883년 12월 12일 ~ 1885년 12월 22일 | 히젠 번       |

### 문부대신
| 대수      | 이름                               | 내각                               | 내각                                         | 임기                                | 소속 정당                          | 비고              |
| --------- | ---------------------------------- | ---------------------------------- | -------------------------------------------- | ----------------------------------- | ---------------------------------- | ----------------- |
| 초대      | 모리 아리노리 (森有礼)             | 제1차 이토 내각                    | 제1차 이토 내각                              | 1885년 12월 22일 ~ 1888년 4월 30일  |                                    |                   |
| 초대      | 모리 아리노리 (森有礼)             | 구로다 내각                        | 구로다 내각                                  | 1988년 4월 30일 ~ 1989년 2월 16일   |                                    |                   |
| 임시 겸임 | 오야마 이와오 (大山巌)             | 구로다 내각                        | 구로다 내각                                  | 1889년 2월 16일 ~ 1889년 3월 22일   |                                    |                   |
| 2대       | 에노모토 다케아키 (榎本武揚)       | 구로다 내각                        | 구로다 내각                                  | 1889년 3월 22일 ~ 1889년 10월 25일  |                                    |                   |
| 2대       | 에노모토 다케아키 (榎本武揚)       | 산조 잠정 내각                     | 산조 잠정 내각                               | 1889년 10월 25일 ~ 1889년 12월 24일 |                                    |                   |
| 2대       | 에노모토 다케아키 (榎本武揚)       | 제1차 야마가타 내각                | 제1차 야마가타 내각                          | 1889년 12월 24일 ~ 1891년 5월 17일  |                                    |                   |
| 3대       | 요시카와 아키마사 (芳川顕正)       | 제1차 마쓰카타 내각                | 제1차 마쓰카타 내각                          | 1890년 5월 17일 ~ 1891년 6월 1일    |                                    |                   |
| 4대       | 오키 다카토 (大木喬任)             | 제1차 마쓰카타 내각                | 제1차 마쓰카타 내각                          | 1891년 6월 1일 ~ 1892년 8월 8일     |                                    |                   |
| 5대       | 고노 도가마 (河野敏鎌)             | 제2차 이토 내각                    | 제2차 이토 내각                              | 1892년 8월 8일 ~ 1893년 3월 7일     |                                    |                   |
| 6대       | 이노우에 고와시 (井上毅)           | 제2차 이토 내각                    | 제2차 이토 내각                              | 1893년 3월 7일 ~ 1894년 8월 29일    |                                    |                   |
| 임시 겸임 | 요시카와 아키마사 (芳川顕正)       | 제2차 이토 내각                    | 제2차 이토 내각                              | 1894년 8월 29일 ~ 1894년 10월 3일   |                                    |                   |
| 7대       | 사이온지 긴모치 (西園寺公望)       | 제2차 이토 내각                    | 제2차 이토 내각                              | 1894년 10월 3일 ~ 1896년 9월 28일   |                                    |                   |
| 8대       | 하치스카 모치아키 (蜂須賀茂韶)     | 제2차 마쓰카타 내각                | 제2차 마쓰카타 내각                          | 1896년 9월 28일 ~ 1897년 11월 6일   |                                    |                   |
| 9대       | 하마오 아라타 (濱尾新)             | 제2차 마쓰카타 내각                | 제2차 마쓰카타 내각                          | 1897년 11월 6일 ~ 1898년 1월 12일   |                                    |                   |
| 10대      | 사이온지 긴모치 (西園寺公望)       | 제3차 이토 내각                    | 제3차 이토 내각                              | 1898년 1월 12일 ~ 1898년 4월 30일   |                                    |                   |
| 11대      | 도야마 마사카즈 (外山正一)         | 제3차 이토 내각                    | 제3차 이토 내각                              | 1898년 4월 30일 ~ 1898년 6월 30일   |                                    |                   |
| 12대      | 오자키 유키오 (尾崎行雄)           | 제1차 오쿠마 내각                  | 제1차 오쿠마 내각                            | 1898년 6월 30일 ~ 1898년 10월 27일  | 헌정당                             |                   |
| 13대      | 이누카이 쓰요시 (犬養毅)           | 제1차 오쿠마 내각                  | 제1차 오쿠마 내각                            | 1898년 10월 27일 ~ 1898년 11월 8일  |                                    |                   |
| 14대      | 가바야마 스케노리 (樺山資紀)       | 제2차 야마가타 내각                | 제2차 야마가타 내각                          | 1898년 11월 8일 ~ 1900년 10월 19일  |                                    |                   |
| 15대      | 마쓰다 마사히사 (松田正久)         | 제4차 이토 내각                    | 제4차 이토 내각                              | 1900년 10월 19일 ~ 1901년 6월 2일   | 입헌정우회                         |                   |
| 16대      | 기쿠치 다이로쿠 (菊池大麓)         | 제1차 가쓰라 내각                  | 제1차 가쓰라 내각                            | 1901년 6월 2일 ~ 1903년 7월 17일    |                                    |                   |
| 17대      | 고다마 겐타로 (児玉源太郎)         | 제1차 가쓰라 내각                  | 제1차 가쓰라 내각                            | 1903년 7월 17일 ~ 1903년 9월 22일   |                                    |                   |
| 18대      | 구보타 유즈루 (久保田譲)           | 제1차 가쓰라 내각                  | 제1차 가쓰라 내각                            | 1903년 9월 22일 ~ 1905년 12월 14일  |                                    |                   |
| 19대      | 가쓰라 다로 (桂太郎)               | 제1차 가쓰라 내각                  | 제1차 가쓰라 내각                            | 1905년 12월 14일 ~ 1906년 1월 7일   |                                    |                   |
| 임시 겸임 | 사이온지 긴모치 (西園寺公望)       | 제1차 사이온지 내각                | 제1차 사이온지 내각                          | 1906년 1월 7일 ~ 1906년 3월 27일    | 입헌정우회                         |                   |
| 20대      | 마키노 노부아키 (牧野伸顕)         | 제1차 사이온지 내각                | 제1차 사이온지 내각                          | 1906년 3월 27일 ~ 1908년 7월 14일   |                                    |                   |
| 21대      | 고마쓰바라 에이타로 (小松原英太郎) | 제2차 가쓰라 내각                  | 제2차 가쓰라 내각                            | 1908년 7월 14일 ~ 1911년 8월 30일   |                                    |                   |
| 22대      | 하세바 스미타카 (長谷場純孝)       | 제2차 사이온지 내각                | 제2차 사이온지 내각                          | 1911년 8월 30일 ~ 1912년 11월 9일   | 입헌정우회                         |                   |
| 임시 겸임 | 마키노 노부아키 (牧野伸顕)         | 제2차 사이온지 내각                | 제2차 사이온지 내각                          | 1912년 11월 9일 ~ 1912년 12월 21일  |                                    |                   |
| 23대      | 시바타 가몬 (柴田家門)             | 제3차 가쓰라 내각                  | 제3차 가쓰라 내각                            | 1912년 12월 21일 ~ 1913년 2월 20일  |                                    |                   |
| 24대      | 오쿠다 요시토 (奥田義人)           | 제1차 야마모토 내각                | 제1차 야마모토 내각                          | 1913년 2월 20일 ~ 1914년 3월 6일    | 입헌정우회                         |                   |
| 25대      | 오오카 이쿠조 (大岡育造)           | 제1차 야마모토 내각                | 제1차 야마모토 내각                          | 1914년 3월 6일 ~ 1914년 4월 16일    |                                    |                   |
| 26대      | 이치키 기토쿠로 (一木喜徳郎)       | 제2차 오쿠마 내각                  | 제2차 오쿠마 내각                            | 1914년 4월 16일 ~ 1915년 8월 10일   |                                    |                   |
| 27대      | 다카다 사나에 (高田早苗)           | 제2차 오쿠마 내각                  | 제2차 오쿠마 내각                            | 1915년 8월 10일 ~ 1916년 10월 9일   |                                    |                   |
| 28대      | 오카다 료헤이 (岡田良平)           | 데라우치 내각                      | 데라우치 내각                                | 1916년 10월 9일 ~ 1918년 9월 29일   |                                    |                   |
| 29대      | 나카하시 도쿠고로 (中橋徳五郎)     | 하라 내각                          | 하라 내각                                    | 1918년 9월 29일 ~ 1921년 11월 13일  | 입헌정우회                         |                   |
| 29대      | 나카하시 도쿠고로 (中橋徳五郎)     | 다카하시 내각                      | 다카하시 내각                                | 1921년 11월 13일 ~ 1922년 6월 12일  | 입헌정우회                         |                   |
| 30대      | 가마다 에이키치 (鎌田栄吉)         | 가토 도모사부로 내각               | 가토 도모사부로 내각                         | 1922년 6월 12일 ~ 1923년 9월 2일    |                                    |                   |
| 31대      | 이누카이 쓰요시 (犬養毅)           | 제2차 야마모토 내각                | 제2차 야마모토 내각                          | 1923년 9월 2일 ~ 1923년 9월 6일     |                                    |                   |
| 32대      | 오카노 게이지로 (岡野敬次郎)       | 제2차 야마모토 내각                | 제2차 야마모토 내각                          | 1923년 9월 6일 ~ 1924년 1월 7일     |                                    |                   |
| 33대      | 에키 가즈유키 (江木千之)           | 기요우라 내각                      | 기요우라 내각                                | 1924년 1월 7일 ~ 1924년 6월 11일    |                                    |                   |
| 34대      | 오카다 료헤이 (岡田良平)           | 가토 다카아키 내각                 | 가토 다카아키 내각                           | 1924년 6월 11일 ~ 1926년 1월 30일   | 입헌정우회                         |                   |
| 34대      | 오카다 료헤이 (岡田良平)           | 제1차 와카쓰키 내각                | 제1차 와카쓰키 내각                          | 1926년 1월 30일 ~ 1927년 4월 20일   | 입헌정우회                         |                   |
| 35대      | 미쓰치 주조 (三土忠造)             | 다나카 기이치 내각                 | 다나카 기이치 내각                           | 1927년 4월 20일 ~ 1927년 6월 2일    | 입헌정우회                         |                   |
| 36대      | 미즈노 렌타로 (水野錬太郎)         | 다나카 기이치 내각                 | 다나카 기이치 내각                           | 1927년 6월 2일 ~ 1928년 5월 25일    | 입헌정우회                         |                   |
| 37대      | 쇼다 가즈에 (勝田主計)             | 다나카 기이치 내각                 | 다나카 기이치 내각                           | 1928년 5월 25일 ~ 1929년 7월 2일    |                                    |                   |
| 38대      | 고바시 이치타 (小橋一太)           | 하마구치 내각                      | 하마구치 내각                                | 1929년 7월 2일 ~ 1929년 11월 29일   | 입헌민정당                         |                   |
| 39대      | 다나카 류조 (田中隆三)             | 하마구치 내각                      | 하마구치 내각                                | 1929년 11월 29일 ~ 1931년 4월 14일  | 입헌민정당                         |                   |
| 39대      | 다나카 류조 (田中隆三)             | 제2차 와카쓰키 내각                | 제2차 와카쓰키 내각                          | 1931년 4월 14일 ~ 1931년 12월 13일  | 입헌민정당                         |                   |
| 40대      | 하토야마 이치로 (鳩山一郎)         | 이누카이 내각                      | 이누카이 내각                                | 1931년 12월 13일 ~ 1932년 5월 26일  | 입헌정우회                         |                   |
| 40대      | 하토야마 이치로 (鳩山一郎)         | 사이토 내각                        | 사이토 내각                                  | 1932년 5월 26일 ~ 1933년 3월 3일    | 입헌정우회                         |                   |
| 41대      | 사이토 마코토 (斎藤実)             | 사이토 내각                        | 사이토 내각                                  | 1933년 3월 3일 ~ 1934년 7월 8일     |                                    |                   |
| 42대      | 마쓰다 겐지 (松田源治)             | 오카다 내각                        | 오카다 내각                                  | 1934년 7월 8일 ~ 1936년 2월 2일     | 입헌민정당                         |                   |
| 43대      | 가와사키 다쿠키치 (川崎卓吉)       | 오카다 내각                        | 오카다 내각                                  | 1936년 2월 2일 ~ 1936년 3월 9일     | 입헌민정당                         |                   |
| 44대      | 우시오 시게노스케 (潮恵之輔)       | 히로타 내각                        | 히로타 내각                                  | 1936년 3월 9일 ~ 1936년 3월 25일    |                                    |                   |
| 45대      | 히라오 하치사부로 (平生釟三郎)     | 히로타 내각                        | 히로타 내각                                  | 1936년 3월 25일 ~ 1937년 2월 2일    |                                    |                   |
| 46대      | 하야시 센주로 (林銑十郎)           | 하야시 내각                        | 하야시 내각                                  | 1937년 2월 2일 ~ 1937년 6월 4일     |                                    |                   |
| 47대      | 야스이 에이지 (安井英二)           | 제1차 고노에 내각                  | 제1차 고노에 내각                            | 1937년 6월 4일 ~ 1937년 10월 22일   |                                    |                   |
| 48대      | 기도 고이치 (木戸幸一)             | 제1차 고노에 내각                  | 제1차 고노에 내각                            | 1937년 10월 22일 ~ 1938년 5월 26일  |                                    |                   |
| 49대      | 아라키 사다오 (荒木貞夫)           | 제1차 고노에 내각                  | 제1차 고노에 내각                            | 1938년 5월 26일 ~ 1939년 1월 5일    |                                    |                   |
| 49대      | 아라키 사다오 (荒木貞夫)           | 히라누마 내각                      | 히라누마 내각                                | 1939년 1월 5일 ~ 1939년 8월 30일    |                                    |                   |
| 50대      | 가와라다 가키치 (河原田稼吉)       | 아베 노부유키 내각                 | 아베 노부유키 내각                           | 1939년 8월 30일 ~ 1940년 1월 16일   |                                    |                   |
| 51대      | 마쓰우라 시게지로 (松浦鎮次郎)     | 요나이 내각                        | 요나이 내각                                  | 1940년 1월 16일 ~ 1940년 7월 22일   |                                    |                   |
| 52대      | 하시다 구니히코 (橋田邦彦)         | 제2차 고노에 내각                  | 제2차 고노에 내각                            | 1940년 7월 22일 ~ 1941년 7월 18일   |                                    |                   |
| 52대      | 하시다 구니히코 (橋田邦彦)         | 제3차 고노에 내각                  | 제3차 고노에 내각                            | 1941년 7월 18일 ~ 1941년 10월 18일  |                                    |                   |
| 52대      | 하시다 구니히코 (橋田邦彦)         | 도조 내각                          | 도조 내각                                    | 1941년 10월 18일 ~ 1943년 4월 20일  |                                    |                   |
| 53대      | 도조 히데키 (東條英機)             | 도조 내각                          | 도조 내각                                    | 1943년 4월 20일 ~ 1943년 4월 23일   |                                    | 내각총리대신 겸임 |
| 54대      | 오카베 나가카게 (岡部長景)         | 도조 내각                          | 도조 내각                                    | 1943년 4월 23일 ~ 1944년 7월 22일   |                                    |                   |
| 55대      | 니노미야 하루시게 (二宮治重)       | 고이소 내각                        | 고이소 내각                                  | 1944년 7월 22일 ~ 1945년 2월 10일   |                                    |                   |
| 56대      | 고다마 히데오 (児玉秀雄)           | 고이소 내각                        | 고이소 내각                                  | 1945년 2월 10일 ~ 1945년 4월 7일    |                                    |                   |
| 57대      | 오타 고조 (太田耕造)               | 스즈키 간타로 내각                 | 스즈키 간타로 내각                           | 1945년 4월 7일 ~ 1945년 8월 17일    |                                    |                   |
| 58대      | 마쓰우라 겐조 (松村謙三)           | 히가시쿠니노미야 내각              | 히가시쿠니노미야 내각                        | 1945년 8월 17일 ~ 1945년 8월 18일   | 대일본정치회                       |                   |
| 59대      | 마에다 다몬 (前田多門)             | 히가시쿠니노미야 내각              | 히가시쿠니노미야 내각                        | 1945년 8월 18일 ~ 1945년 10월 9일   |                                    |                   |
| 59대      | 마에다 다몬 (前田多門)             | 시대하라 내각                      | 시대하라 내각                                | 1945년 10월 9일 ~ 1946년 1월 13일   |                                    |                   |
| 60대      | 아베 요시시게 (安倍能成)           | 시대하라 내각                      | 시대하라 내각                                | 1946년 1월 13일 ~ 1946년 5월 22일   |                                    |                   |
| 61대      | 다나카 고타로 (田中耕太郎)         | 제1차 요시다 내각                  | 제1차 요시다 내각                            | 1946년 5월 22일 ~ 1947년 1월 31일   | 무소속                             |                   |
| 62대      | 다카하시 세이이치로 (高橋誠一郎)   | 제1차 요시다 내각                  | 제1차 요시다 내각                            | 1947년 1월 31일 ~ 1947년 5월 24일   | 무소속                             |                   |
| 임시 대리 | 가타야마 데쓰 (片山哲)             | 가타야마 내각                      | 가타야마 내각                                | 1947년 5월 24일 ~ 1947년 6월 1일    | 일본사회당                         |                   |
| 63대      | 모리타 다쓰오 (森戸辰男)           | 가타야마 내각                      | 가타야마 내각                                | 1947년 6월 1일 ~ 1948년 3월 10일    | 일본사회당                         |                   |
| 64대      | 모리타 다쓰오 (森戸辰男)           | 아시다 내각                        | 아시다 내각                                  | 1948년 3월 10일 ~ 1948년 10월 15일  | 일본사회당                         |                   |
| 임시 대리 | 요시다 시게루 (吉田茂)             | 제2차 요시다 내각                  | 제2차 요시다 내각                            | 1948년 10월 15일 ~ 1948년 10월 19일 |                                    |                   |
| 65대      | 시모조 야스마로 (下条康麿)         | 제2차 요시다 내각                  | 제2차 요시다 내각                            | 1948년 10월 19일 ~ 1949년 2월 16일  |                                    |                   |
| 66대      | 다카세 소타로 (高瀬荘太郎)         | 제3차 요시다 내각                  | 제3차 요시다 내각                            | 1949년 2월 16일 ~ 1950년 5월 6일    |                                    |                   |
| 67대      | 아마노 데이유 (天野貞祐)           | 제3차 요시다 내각                  | 제3차 요시다 내각                            | 1950년 5월 6일 ~ 1950년 6월 28일    | 무소속                             |                   |
| 67대      | 아마노 데이유 (天野貞祐)           |                                    | 제3차 요시다 내각 제1차 개조내각             | 1950년 6월 28일 ~ 1951년 7월 4일    | 무소속                             |                   |
| 67대      | 아마노 데이유 (天野貞祐)           |                                    | 제3차 요시다 내각 제2차 개조내각             | 1951년 7월 4일 ~ 1951년 12월 26일   | 무소속                             |                   |
| 67대      | 아마노 데이유 (天野貞祐)           |                                    | 제3차 요시다 내각 제3차 개조내각             | 1951년 12월 26일 ~ 1952년 8월 12일  | 무소속                             |                   |
| 68대      | 오카노 기요히데 (岡野清豪)         | 1952년 8월 12일 ~ 1952년 10월 30일 | 제3차 요시다 내각 제3차 개조내각             | 자유당                              |                                    |                   |
| 69대      | 오카노 기요히데 (岡野清豪)         | 제4차 요시다 내각                  | 제4차 요시다 내각                            | 자유당                              | 1952년 10월 30일 ~ 1953년 5월 21일 |                   |
| 70대      | 오다치 시게오 (大達茂雄)           | 제5차 요시다 내각                  | 제5차 요시다 내각                            | 1953년 5월 21일 ~ 1954년 12월 10일  |                                    |                   |
| 71대      | 안도 마사즈미 (安藤正純)           | 제1차 하토야마 이치로 내각         | 제1차 하토야마 이치로 내각                   | 1954년 12월 10일 ~ 1955년 3월 19일  | 일본민주당                         |                   |
| 72대      | 마쓰무라 겐조 (松村謙三)           | 제2차 하토야마 이치로 내각         | 제2차 하토야마 이치로 내각                   | 1955년 3월 19일 ~ 1955년 11월 22일  | 일본민주당                         |                   |
| 73대      | 기요세 이치로 (清瀬一郎)           | 제3차 하토야마 이치로 내각         | 제3차 하토야마 이치로 내각                   | 1955년 11월 22일 ~ 1956년 12월 23일 | 자유민주당                         |                   |
| 임시 대리 | 이시바시 단잔 (石橋湛山)           | 이시바시 내각                      | 이시바시 내각                                | 1956년 12월 23일 ~ 1956년 12월 23일 |                                    |                   |
| 74대      | 나다오 히로키치 (灘尾弘吉)         | 이시바시 내각                      | 이시바시 내각                                | 1956년 12월 23일 ~ 1957년 2월 25일  | 자유민주당                         |                   |
| 75대      | 나다오 히로키치 (灘尾弘吉)         | 제1차 기시 내각                    | 제1차 기시 내각                              | 1957년 2월 25일 ~ 1957년 7월 10일   | 자유민주당                         |                   |
| 76대      | 마쓰나가 도우 (松永東)             |                                    | 제1차 기시 내각 개조내각                     | 1957년 7월 10일 ~ 1958년 6월 12일   | 자유민주당                         |                   |
| 77대      | 나다오 히로키치 (灘尾弘吉)         | 제2차 기시 내각                    | 제2차 기시 내각                              | 1958년 6월 12일 ~ 1958년 12월 31일  | 자유민주당                         |                   |
| 78대      | 하시모토 료고 (橋本龍伍)           | 제2차 기시 내각                    | 제2차 기시 내각                              | 1958년 12월 31일 ~ 1959년 6월 18일  | 자유민주당                         |                   |
| 79대      | 마쓰다 다케치요 (松田竹千代)       |                                    | 제2차 기시 내각 개조내각                     | 1959년 6월 18일 ~ 1960년 7월 19일   | 자유민주당                         |                   |
| 80대      | 아라키 마스오 (荒木萬壽夫)         | 제1차 이케다 내각                  | 제1차 이케다 내각                            | 1960년 7월 19일 ~ 1960년 12월 8일   | 자유민주당                         |                   |
| 81대      | 아라키 마스오 (荒木萬壽夫)         | 제2차 이케다 내각                  | 제2차 이케다 내각                            | 1960년 12월 8일 ~ 1961년 7월 18일   | 자유민주당                         |                   |
| 81대      | 아라키 마스오 (荒木萬壽夫)         |                                    | 제2차 이케다 내각 제1차 개조내각             | 1961년 7월 18일 ~ 1962년 7월 18일   | 자유민주당                         |                   |
| 82대      | 나다오 히로키치 (灘尾弘吉)         |                                    | 제2차 이케다 내각 제2차 개조내각             | 1962년 7월 18일 ~ 1963년 12월 9일   | 자유민주당                         |                   |
| 82대      | 나다오 히로키치 (灘尾弘吉)         |                                    | 제2차 이케다 내각 제3차 개조내각             | 1963년 7월 18일 ~ 1963년 12월 9일   | 자유민주당                         |                   |
| 83대      | 나다오 히로키치 (灘尾弘吉)         | 제3차 이케다 내각                  | 제3차 이케다 내각                            | 1963년 12월 9일 ~ 1964년 7월 18일   | 자유민주당                         |                   |
| 84대      | 아이치 기이치 (愛知揆一)           |                                    | 제3차 이케다 내각 개조내각                   | 1964년 7월 18일 ~ 1964년 11월 9일   | 자유민주당                         |                   |
| 85대      | 아이치 기이치 (愛知揆一)           | 제1차 사토 내각                    | 제1차 사토 내각                              | 1964년 11월 9일 ~ 1965년 6월 3일    | 자유민주당                         |                   |
| 86대      | 나카무라 우메키치 (中村梅吉)       |                                    | 제1차 사토 내각 제1차 개조내각               | 1965년 6월 3일 ~ 1966년 8월 1일     | 자유민주당                         |                   |
| 87대      | 아리타 기이치 (有田喜一)           |                                    | 제1차 사토 내각 제2차 개조내각               | 1966년 8월 1일 ~ 1966년 12월 3일    | 자유민주당                         |                   |
| 88대      | 겐노키 도시히로 (剱木亨弘)         |                                    | 제1차 사토 내각 제3차 개조내각               | 1966년 12월 3일 ~ 1967년 2월 17일   |                                    |                   |
| 89대      | 겐노키 도시히로 (剱木亨弘)         | 제2차 사토 내각                    | 제2차 사토 내각                              | 1967년 2월 17일 ~ 1967년 11월 25일  |                                    |                   |
| 90대      | 나다오 히로키치 (灘尾弘吉)         |                                    | 제2차 사토 내각 제1차 개조내각               | 1967년 11월 25일 ~ 1968년 11월 30일 | 자유민주당                         |                   |
| 91대      | 사카타 미치타 (坂田道太)           |                                    | 제2차 사토 내각 제2차 개조내각               | 1968년 11월 30일 ~ 1970년 1월 14일  | 자유민주당                         |                   |
| 92대      | 사카타 미치타 (坂田道太)           | 제3차 사토 내각                    | 제3차 사토 내각                              | 1970년 1월 14일 ~ 1971년 7월 5일    | 자유민주당                         |                   |
| 93대      | 다카미 사부로 (高見三郎)           |                                    | 제3차 사토 내각 개조내각                     | 1971년 7월 5일 ~ 1972년 7월 7일     | 자유민주당                         |                   |
| 94대      | 이나바 오사무 (稲葉修)             | 제1차 다나카 가쿠에이 내각         | 제1차 다나카 가쿠에이 내각                   | 1972년 7월 7일 ~ 1972년 12월 22일   | 자유민주당                         |                   |
| 95대      | 오쿠노 세이스케 (奥野誠亮)         | 제2차 다나카 가쿠에이 내각         | 제2차 다나카 가쿠에이 내각                   | 1972년 12월 22일 ~ 1973년 11월 25일 | 자유민주당                         |                   |
| 95대      | 오쿠노 세이스케 (奥野誠亮)         |                                    | 제2차 다나카 가쿠에이 내각 제1차 개조내각    | 1973년 11월 25일 ~ 1974년 11월 11일 | 자유민주당                         |                   |
| 96대      | 미하라 아사오 (三原朝雄)           |                                    | 제2차 다나카 가쿠에이 내각 제2차 개조내각    | 1974년 11월 11일 ~ 1974년 12월 9일  | 자유민주당                         |                   |
| 97대      | 나가이 미치오 (永井道雄)           | 미키 내각                          | 미키 내각                                    | 1974년 12월 9일 ~ 1976년 9월 15일   | 무소속                             |                   |
| 97대      | 나가이 미치오 (永井道雄)           |                                    | 미키 내각 개조내각                           | 1976년 9월 15일 ~ 1976년 12월 24일  | 무소속                             |                   |
| 98대      | 가이후 도시키 (海部俊樹)           | 후쿠다 다케오 내각                 | 후쿠다 다케오 내각                           | 1976년 12월 24일 ~ 1977년 11월 28일 | 자유민주당                         |                   |
| 99대      | 스나다 시게타미 (砂田重民)         |                                    | 후쿠다 다케오 내각 개조내각                  | 1977년 11월 28일 ~ 1978년 12월 7일  | 자유민주당                         |                   |
| 100대     | 나이토 다카사부로 (内藤誉三郎)     | 제1차 오히라 내각                  | 제1차 오히라 내각                            | 1978년 12월 7일 ~ 1979년 11월 9일   | 자유민주당                         |                   |
| 임시 대리 | 오히라 마사요시 (大平正芳)         | 제2차 오히라 내각                  | 제2차 오히라 내각                            | 1979년 11월 9일 ~ 1979년 11월 20일  | 자유민주당                         |                   |
| 101대     | 다니가키 센이치 (谷垣専一)         | 제2차 오히라 내각                  | 제2차 오히라 내각                            | 1979년 11월 20일 ~ 1980년 7월 17일  | 자유민주당                         |                   |
| 102대     | 다나카 다쓰오 (田中龍夫)           | 스즈키 젠코 내각                   | 스즈키 젠코 내각                             | 1980년 7월 17일 ~ 1981년 11월 30일  | 자유민주당                         |                   |
| 103대     | 오가와 헤이지 (小川平二)           |                                    | 스즈키 젠코 내각 개조내각                    | 1981년 11월 30일 ~ 1982년 11월 27일 | 자유민주당                         |                   |
| 104대     | 세토야마 미쓰오 (瀬戸山三男)       | 제1차 나카소네 내각                | 제1차 나카소네 내각                          | 1982년 11월 27일 ~ 1983년 12월 27일 | 자유민주당                         |                   |
| 105대     | 모리 요시로 (森喜朗)               | 제2차 나카소네 내각                | 제2차 나카소네 내각                          | 1983년 12월 27일 ~ 1984년 11월 1일  | 자유민주당                         |                   |
| 106대     | 마쓰나가 히카루 (松永光)           |                                    | 제2차 나카소네 내각 제1차 개조내각           | 1984년 11월 1일 ~ 1985년 12월 28일  | 자유민주당                         |                   |
| 107대     | 가이후 도시키 (海部俊樹)           |                                    | 제2차 나카소네 내각 제2차 개조내각           | 1985년 12월 28일 ~ 1986년 7월 22일  | 자유민주당                         |                   |
| 108대     | 후지오 마사유키 (藤尾正行)         | 제3차 나카소네 내각                | 제3차 나카소네 내각                          | 1986년 7월 22일 ~ 1986년 9월 9일    | 자유민주당                         |                   |
| 109대     | 시오카와 마사주로 (塩川正十郎)     | 제3차 나카소네 내각                | 제3차 나카소네 내각                          | 1986년 9월 9일 ~ 1987년 11월 6일    |                                    |                   |
| 110대     | 나카지마 겐타로 (中島源太郎)       | 다케시타 내각                      | 다케시타 내각                                | 1987년 11월 6일 ~ 1988년 12월 27일  | 자유민주당                         |                   |
| 111대     | 니시오카 다케오 (西岡武夫)         |                                    | 다케시타 내각 개조내각                       | 1988년 12월 27일 ~ 1989년 6월 3일   | 자유민주당                         |                   |
| 112대     | 니시오카 다케오 (西岡武夫)         | 우노 내각                          | 우노 내각                                    | 1989년 6월 3일 ~ 1989년 8월 10일    | 자유민주당                         |                   |
| 113대     | 이시바시 가즈야 (石橋一弥)         | 제1차 가이후 내각                  | 제1차 가이후 내각                            | 1989년 8월 10일 ~ 1990년 2월 28일   | 자유민주당                         |                   |
| 114대     | 호리 고스케 (保利耕輔)             | 제2차 가이후 내각                  | 제2차 가이후 내각                            | 1990년 2월 28일 ~ 1990년 12월 29일  | 자유민주당                         |                   |
| 115대     | 이노우에 유타카 (井上裕)           |                                    | 제2차 가이후 내각 개조내각                   | 1990년 12월 29일 ~ 1991년 11월 5일  | 자유민주당                         |                   |
| 116대     | 하토야마 구니오 (鳩山邦夫)         | 미야자와 내각                      | 미야자와 내각                                | 1991년 11월 5일 ~ 1992년 12월 12일  | 자유민주당                         |                   |
| 117대     | 모리야마 마유미 (森山真弓)         |                                    | 미야자와 내각 개조내각                       | 1992년 12월 12일 ~ 1993년 8월 9일   | 자유민주당                         |                   |
| 118대     | 아카마쓰 료코 (赤松良子)           | 호소카와 내각                      | 호소카와 내각                                | 1993년 8월 9일 ~ 1994년 4월 28일    | 무소속                             |                   |
| 임시 대리 | 하타 쓰토무 (羽田孜)               | 하타 내각                          | 하타 내각                                    | 1994년 4월 28일 ~ 1994년 4월 28일   | 신생당                             | 내각총리대신 겸임 |
| 119대     | 아카마쓰 료코 (赤松良子)           | 하타 내각                          | 하타 내각                                    | 1994년 4월 28일 ~ 1994년 6월 30일   | 무소속                             |                   |
| 120대     | 요사노 가오루 (与謝野馨)           | 무라야마 내각                      | 무라야마 내각                                | 1994년 6월 30일 ~ 1995년 8월 8일    | 자유민주당                         |                   |
| 121대     | 시마무라 요시노부 (島村宣伸)       |                                    | 무라야마 내각 개조내각                       | 1995년 8월 8일 ~ 1996년 1월 11일    | 자유민주당                         |                   |
| 122대     | 오쿠다 미키오 (奥田幹生)           | 제1차 하시모토 내각                | 제1차 하시모토 내각                          | 1996년 1월 11일 ~ 1996년 11월 7일   | 자유민주당                         |                   |
| 123대     | 고스기 다카시 (小杉隆)             | 제2차 하시모토 내각                | 제2차 하시모토 내각                          | 1996년 11월 7일 ~ 1997년 9월 11일   | 자유민주당                         |                   |
| 124대     | 마치무라 노부타카 (町村信孝)       |                                    | 제2차 하시모토 내각 개조내각                 | 1997년 9월 11일 ~ 1998년 7월 30일   | 자유민주당                         |                   |
| 125대     | 아리마 아키토 (有馬朗人)           | 오부치 내각                        | 오부치 내각                                  | 1998년 7월 30일 ~ 1999년 1월 14일   | 자유민주당                         |                   |
| 125대     | 아리마 아키토 (有馬朗人)           |                                    | 오부치 내각 제1차 개조내각                   | 1999년 1월 14일 ~ 1999년 10월 5일   | 자유민주당                         |                   |
| 126대     | 나카소네 히로후미 (中曽根弘文)     |                                    | 오부치 내각 제2차 개조내각                   | 1999년 10월 5일 ~ 2000년 4월 5일    | 자유민주당                         |                   |
| 127대     | 나카소네 히로후미 (中曽根弘文)     | 제1차 모리 내각                    | 제1차 모리 내각                              | 2000년 4월 5일 ~ 2000년 7월 4일     | 자유민주당                         |                   |
| 128대     | 오시마 다다모리 (大島理森)         | 제2차 모리 내각                    | 제2차 모리 내각                              | 2000년 7월 4일 ~ 2000년 12월 5일    | 자유민주당                         |                   |
| 129대     | 마치무라 노부타카 (町村信孝)       |                                    | 제2차 모리 내각 개조내각 (중앙 성청 개편 전) | 2000년 12월 5일 ~ 2001년 1월 6일    | 자유민주당                         |                   |

### 과학기술청 장관
| 대수      | 이름                             | 내각                              | 내각                                         | 임기                                | 소속 정당         | 비고                      |
| --------- | -------------------------------- | --------------------------------- | -------------------------------------------- | ----------------------------------- | ----------------- | ------------------------- |
| 초대      | 쇼리키 마쓰타로 (正力松太郎)     | 제3차 하토야마 이치로 내각        | 제3차 하토야마 이치로 내각                   | 1956년 5월 19일 ~ 1956년 12월 23일  |                   | 홋카이도개발청 장관 겸임  |
| 사무 취급 | 이시바시 단잔 (石橋湛山)         | 이시바시 내각                     | 이시바시 내각                                | 1956년 12월 23일 ~ 1956년 12월 23일 |                   | 내각총리대신 겸임         |
| 2대       | 우다 고이치 (宇田耕一)           | 이시바시 내각                     | 이시바시 내각                                | 1956년 12월 23일 ~ 1957년 2월 25일  |                   | 경제기획청 장관 겸임      |
| 3대       | 우다 고이치 (宇田耕一)           | 제1차 기시 내각                   | 제1차 기시 내각                              | 1957년 2월 25일 ~ 1957년 7월 10일   |                   | 경제기획청 장관 겸임      |
| 4대       | 쇼리키 마쓰타로 (正力松太郎)     |                                   | 제1차 기시 내각 개조내각                     | 1957년 7월 10일 ~ 1958년 6월 12일   |                   | 국가공안위원회위원장 겸임 |
| 5대       | 미키 다케오 (三木武夫)           | 제2차 기시 내각                   | 제2차 기시 내각                              | 1958년 6월 12일 ~ 1958년 12월 31일  |                   | 경제기획청 장관 겸임      |
| 사무 대리 | 다카사키 다쓰노스케 (高碕達之助) | 제2차 기시 내각                   | 제2차 기시 내각                              | 1958년 12월 31일 ~ 1959년 1월 12일  |                   | 통상산업대신 겸임         |
| 6대       | 다카사키 다쓰노스케 (高碕達之助) | 제2차 기시 내각                   | 제2차 기시 내각                              | 1959년 1월 12일 ~ 1959년 6월 18일   |                   | 통상산업대신 겸임         |
| 7대       | 나카소네 야스히로 (中曽根康弘)   |                                   | 제2차 기시 내각 개조내각                     | 1959년 6월 18일 ~ 1960년 7월 19일   |                   |                           |
| 8대       | 아라키 마스오 (荒木萬壽夫)       | 제1차 이케다 내각                 | 제1차 이케다 내각                            | 1960년 7월 19일 ~ 1960년 12월 8일   |                   | 문부대신 겸임             |
| 9대       | 아케다 마사노스케 (池田正之輔)   | 제2차 이케다 내각                 | 제2차 이케다 내각                            | 1960년 12월 8일 ~ 1961년 7월 18일   |                   |                           |
| 10대      | 미키 다케오 (三木武夫)           |                                   | 제2차 이케다 내각 제1차 개조내각             | 1961년 7월 18일 ~ 1962년 7월 18일   |                   |                           |
| 11대      | 곤도 쓰루요 (近藤鶴代)           |                                   | 제2차 이케다 내각 제2차 개조내각             | 1962년 7월 18일 ~ 1963년 7월 18일   |                   |                           |
| 12대      | 사토 에이사쿠 (佐藤榮作)         |                                   | 제2차 이케다 내각 제3차 개조내각             | 1963년 7월 18일 ~ 1963년 12월 9일   |                   | 홋카이도개발청 장관 겸임  |
| 13대      | 사토 에이사쿠 (佐藤榮作)         | 제3차 이케다 내각                 | 제3차 이케다 내각                            | 1963년 12월 9일 ~ 1964년 6월 29일   |                   | 홋카이도개발청 장관 겸임  |
| 사무 취급 | 이케다 하야토 (池田勇人)         | 제3차 이케다 내각                 | 제3차 이케다 내각                            | 1964년 6월 29일 ~ 1964년 7월 18일   |                   |                           |
| 14대      | 아이치 기이치 (愛知揆一)         |                                   | 제3차 이케다 내각 개조내각                   | 1964년 7월 18일 ~ 1964년 11월 9일   |                   | 문부대신 겸임             |
| 15대      | 아이치 기이치 (愛知揆一)         | 제1차 사토 내각                   | 제1차 사토 내각                              | 1964년 11월 9일 ~ 1965년 6월 3일    |                   | 문부대신 겸임             |
| 16대      | 우에하라 쇼키치 (上原正吉)       |                                   | 제1차 사토 내각 제1차 개조내각               | 1965년 6월 3일 ~ 1966년 8월 1일     |                   |                           |
| 17대      | 아리타 기이치 (有田喜一)         |                                   | 제1차 사토 내각 제2차 개조내각               | 1966년 8월 1일 ~ 1966년 12월 3일    |                   | 문부대신 겸임             |
| 18대      | 니카이도 스스무 (二階堂進)       |                                   | 제1차 사토 내각 제3차 개조내각               | 1966년 12월 3일 ~ 1967년 2월 17일   |                   | 홋카이도개발청 장관 겸임  |
| 19대      | 니카이도 스스무 (二階堂進)       | 제2차 사토 내각                   | 제2차 사토 내각                              | 1967년 2월 17일 ~ 1967년 11월 25일  |                   | 홋카이도개발청 장관 겸임  |
| 20대      | 나베시마 나오쓰구 (鍋島直紹)     |                                   | 제2차 사토 내각 제1차 개조내각               | 1967년 11월 25일 ~ 1968년 11월 30일 |                   |                           |
| 21대      | 기우치 시로 (木内四郎)           |                                   | 제2차 사토 내각 제2차 개조내각               | 1968년 11월 30일 ~ 1970년 1월 14일  |                   |                           |
| 22대      | 니시다 신이치 (西田信一)         | 제3차 사토 내각                   | 제3차 사토 내각                              | 1970년 1월 14일 ~ 1971년 7월 5일    |                   | 홋카이도개발청 장관       |
| 23대      | 히라이즈미 와타루 (平泉渉)       |                                   | 제3차 사토 내각 개조내각                     | 1971년 7월 5일 ~ 1971년 11월 16일   |                   |                           |
| 24대      | 기우치 시로 (木内四郎)           | 1971년 11월 16일 ~ 1972년 7월 7일 | 제3차 사토 내각 개조내각                     |                                     |                   |                           |
| 25대      | 나카소네 야스히로 (中曽根康弘)   | 제1차 다나카 가쿠에이 내각        | 제1차 다나카 가쿠에이 내각                   | 1972년 7월 7일 ~ 1972년 12월 22일   |                   | 통상산업대신 겸임         |
| 26대      | 마에다 가즈오 (前田佳都男)       | 제2차 다나카 가쿠에이 내각        | 제2차 다나카 가쿠에이 내각                   | 1972년 12월 22일 ~ 1973년 11월 25일 |                   |                           |
| 27대      | 모리야마 긴지 (森山欽司)         |                                   | 제2차 다나카 가쿠에이 내각 제1차 개조내각    | 1973년 11월 25일 ~ 1974년 11월 11일 |                   |                           |
| 28대      | 아다치 도쿠로 (足立篤郎)         |                                   | 제2차 다나카 가쿠에이 내각 제2차 개조내각    | 1974년 11월 11일 ~ 1974년 12월 9일  |                   |                           |
| 29대      | 사사키 요시타케 (佐々木義武)     | 미키 내각                         | 미키 내각                                    | 1974년 12월 9일 ~ 1976년 9월 15일   |                   |                           |
| 30대      | 마에다 마사오 (前田正男)         |                                   | 미키 내각 개조내각                           | 1976년 9월 15일 ~ 1976년 12월 24일  |                   |                           |
| 31대      | 우노 소스케 (宇野宗佑)           | 후쿠다 다케오 내각                | 후쿠다 다케오 내각                           | 1976년 12월 24일 ~ 1977년 11월 28일 |                   |                           |
| 32대      | 구마가이 다사부로 (熊谷太三郎)   |                                   | 후쿠다 다케오 내각 개조내각                  | 1977년 11월 28일 ~ 1978년 12월 7일  |                   |                           |
| 33대      | 가네코 이와조 (金子岩三)         | 제1차 오히라 내각                 | 제1차 오히라 내각                            | 1978년 12월 7일 ~ 1979년 11월 9일   |                   |                           |
| 34대      | 오사다 유지 (長田裕二)           | 제2차 오히라 내각                 | 제2차 오히라 내각                            | 1979년 11월 9일 ~ 1980년 7월 17일   |                   |                           |
| 35대      | 나카가와 이치로 (中川一郎)       | 스즈키 젠코 내각                  | 스즈키 젠코 내각                             | 1980년 7월 17일 ~ 1981년 11월 30일  |                   |                           |
| 35대      | 나카가와 이치로 (中川一郎)       |                                   | 스즈키 젠코 내각 개조내각                    | 1981년 11월 30일 ~ 1982년 11월 27일 |                   |                           |
| 36대      | 야스다 다카아키 (安田隆明)       | 제1차 나카소네 내각               | 제1차 나카소네 내각                          | 1982년 11월 27일 ~ 1983년 12월 27일 |                   |                           |
| 37대      | 이스루기 미치유키 (岩動道行)     | 제2차 나카소네 내각               | 제2차 나카소네 내각                          | 1983년 12월 27일 ~ 1984년 11월 1일  |                   |                           |
| 38대      | 다케우치 레이이치 (竹内黎一)     |                                   | 제2차 나카소네 내각 제1차 개조내각           | 1984년 11월 1일 ~ 1985년 12월 28일  |                   |                           |
| 39대      | 고노 요헤이 (河野洋平)           |                                   | 제2차 나카소네 내각 제2차 개조내각           | 1985년 12월 28일 ~ 1986년 7월 22일  |                   |                           |
| 40대      | 미쓰바야시 야타로 (三ッ林弥太郎) | 제3차 나카소네 내각               | 제3차 나카소네 내각                          | 1986년 7월 22일 ~ 1987년 11월 6일   |                   |                           |
| 41대      | 이토 소이치로 (伊藤宗一郎)       | 다케시타 내각                     | 다케시타 내각                                | 1987년 11월 6일 ~ 1988년 12월 27일  |                   |                           |
| 42대      | 미야자키 모이치 (宮崎茂一)       |                                   | 다케시타 내각 개조내각                       | 1988년 12월 27일 ~ 1989년 6월 3일   |                   |                           |
| 43대      | 나카무라 기시로 (中村喜四郎)     | 우노 내각                         | 우노 내각                                    | 1989년 6월 3일 ~ 1989년 8월 10일    |                   |                           |
| 44대      | 사이토 에이자부로 (斎藤栄三郎)   | 제1차 가이후 내각                 | 제1차 가이후 내각                            | 1989년 8월 10일 ~ 1990년 2월 28일   |                   |                           |
| 45대      | 오시마 도모지 (大島友治)         | 제2차 가이후 내각                 | 제2차 가이후 내각                            | 1990년 2월 28일 ~ 1990년 12월 29일  |                   |                           |
| 46대      | 산토 아키코 (山東昭子)           |                                   | 제2차 가이후 내각 개조내각                   | 1990년 12월 29일 ~ 1991년 11월 5일  |                   |                           |
| 47대      | 다니가와 간조 (谷川寛三)         | 미야자와 내각                     | 미야자와 내각                                | 1991년 11월 5일 ~ 1992년 12월 12일  |                   |                           |
| 48대      | 나카지마 마모루 (中島衛)         |                                   | 미야자와 내각 개조내각                       | 1992년 12월 12일 ~ 1993년 6월 18일  |                   |                           |
| 사무 취급 | 미야자와 기이치 (宮澤喜一)       | 1993년 6월 18일 ~ 1993년 6월 21일 | 미야자와 내각 개조내각                       |                                     | 내각총리대신 겸임 |                           |
| 49대      | 와타나베 쇼이치 (渡辺省一)       | 1993년 6월 21일 ~ 1993년 8월 9일  | 미야자와 내각 개조내각                       |                                     |                   |                           |
| 50대      | 에다 사쓰키 (江田五月)           | 호소카와 내각                     | 호소카와 내각                                | 1993년 8월 9일 ~ 1994년 4월 28일    |                   |                           |
| 사무 취급 | 하다 쓰토무 (羽田孜)             | 하타 내각                         | 하타 내각                                    | 1994년 4월 28일 ~ 1994년 4월 28일   |                   | 내각총리대신 겸임         |
| 51대      | 오미 미키오 (近江巳記夫)         | 하타 내각                         | 하타 내각                                    | 1994년 4월 28일 ~ 1994년 6월 30일   |                   |                           |
| 52대      | 다나카 마키코 (浦野烋興)         | 무라야마 내각                     | 무라야마 내각                                | 1994년 6월 30일 ~ 1995년 8월 8일    |                   |                           |
| 53대      | 우라노 야스오키 (浦野烋興)       |                                   | 무라야마 내각 개조내각                       | 1995년 8월 8일 ~ 1996년 1월 11일    |                   |                           |
| 54대      | 나카가와 히데나오 (中川秀直)     | 제1차 하시모토 내각               | 제1차 하시모토 내각                          | 1996년 1월 11일 ~ 1996년 11월 7일   |                   |                           |
| 55대      | 지카오라 리이치로 (近岡理一郎)   | 제2차 하시모토 내각               | 제2차 하시모토 내각                          | 1996년 11월 7일 ~ 1997년 9월 11일   |                   |                           |
| 56대      | 다니가키 사다카즈 (谷垣禎一)     |                                   | 제2차 하시모토 내각 개조내각                 | 1997년 9월 11일 ~ 1998년 7월 30일   |                   |                           |
| 57대      | 다케시타 유타카 (竹山裕)         | 오부치 내각                       | 오부치 내각                                  | 1998년 7월 30일 ~ 1999년 1월 14일   |                   |                           |
| 58대      | 아리마 아키토 (有馬朗人)         |                                   | 오부치 내각 제1차 개조내각                   | 1999년 1월 14일 ~ 1999년 10월 5일   |                   | 문부대신 겸임             |
| 59대      | 나카소네 히로후미 (中曽根弘文)   |                                   | 오부치 내각 제2차 개조내각                   | 1999년 10월 5일 ~ 2000년 4월 5일    |                   | 문부대신 겸임             |
| 60대      | 나카소네 히로후미 (中曽根弘文)   | 제1차 모리 내각                   | 제1차 모리 내각                              | 2000년 4월 5일 ~ 2000년 7월 4일     |                   | 문부대신 겸임             |
| 61대      | 오시마 다다모리 (大島理森)       | 제2차 모리 내각                   | 제2차 모리 내각                              | 2000년 7월 4일 ~ 2000년 12월 5일    |                   | 문부대신 겸임             |
| 62대      | 마치무라 노부타카 (町村信孝)     |                                   | 제2차 모리 내각 개조내각 (중앙 성청 개편 전) | 2000년 12월 5일 ~ 2001년 1월 6일    |                   |                           |

## 같이 보기
- 문부성
- 일본의 문부과학대신